# Neustadt (Riga)

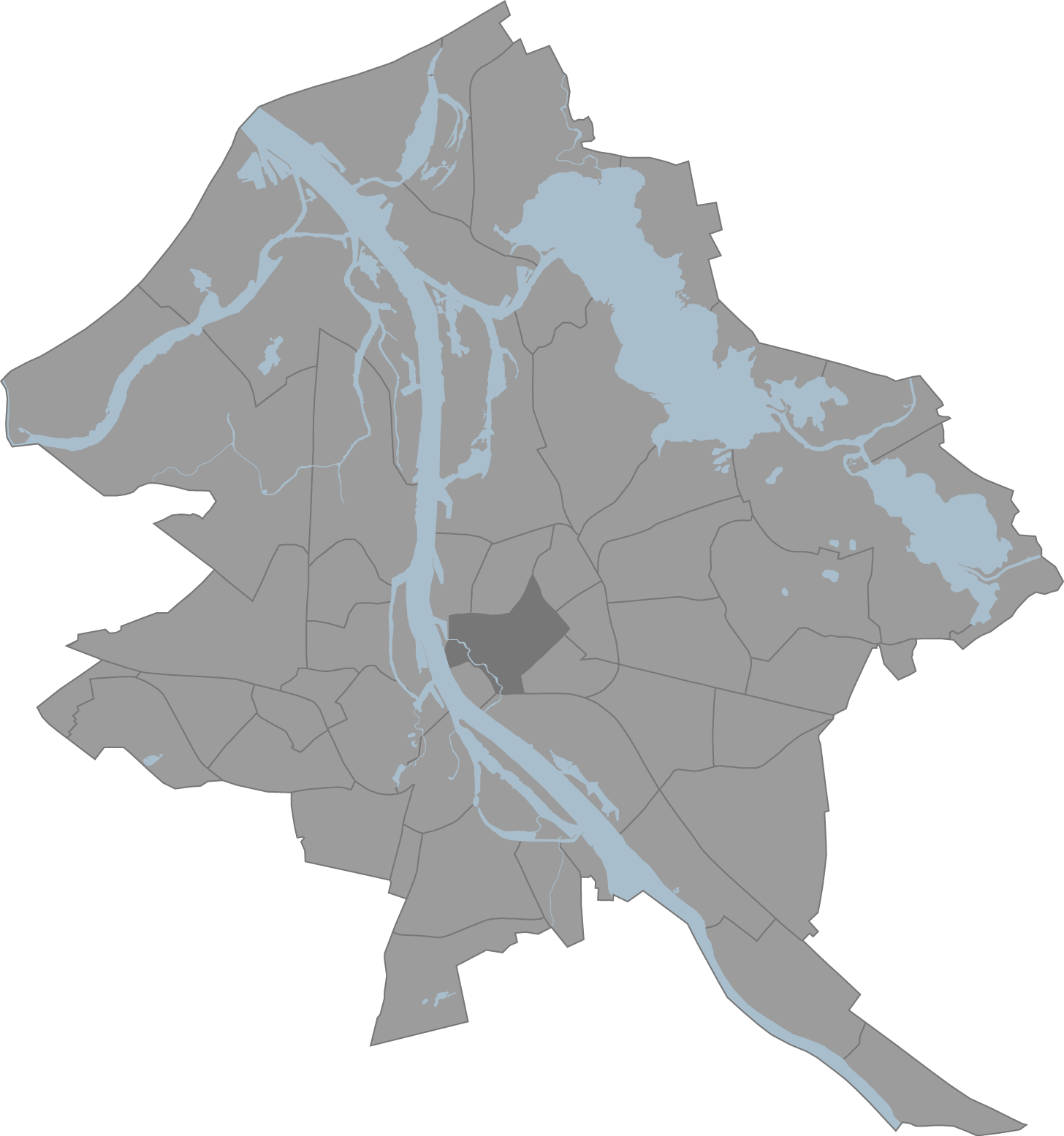
Lage des Stadtteils in Riga

Die Neustadt von Riga (lettisch: Centrs) ist ein ab der 2. Hälfte des 19. Jahrhunderts entstandenes Stadtviertel der lettischen Hauptstadt. Es bildet zusammen mit der Altstadt Rigas den Centra rajons, der seit 1997 UNESCO-Welterbe ist.
Die Neustadt liegt östlich der Daugava (deutsch: Düna), jenseits der Parks und Grünanlagen, die auf den früheren Stadtbefestigungen entstandenen sind. Alt- und Neustadt werden durch den Freiheitsboulevard (am Freiheitsdenkmal) verbunden.

## Geschichte
Bis 1918 wurde die Neustadt oft „Petersburger Vorstadt“ genannt.
Die Neustadt von Riga gilt gemeinsam mit entsprechenden Stadtteilen in Wien, Sankt Petersburg, Antwerpen, Prag und Barcelona als sehenswertestes Jugendstilensemble der Welt – nirgendwo sind ähnlich viele Gebäude aus dem frühen 20. Jahrhundert erhalten geblieben. Zu Sowjetzeiten fehlten nicht nur das Geld für eine Renovierung der historischen Gebäude, sondern auch die Mittel zu ihrem Abriss. Viele der berühmtesten Gebäude sind Werke des Architekten Michail Eisenstein (1867–1920).
Nach Wiedererlangung der Unabhängigkeit Anfang der 1990er Jahre wurden nahezu alle der opulent verzierten Gebäudefassaden restauriert. Die Neustadt gilt als repräsentative Wohnlage mit entsprechenden Immobilienpreisen.

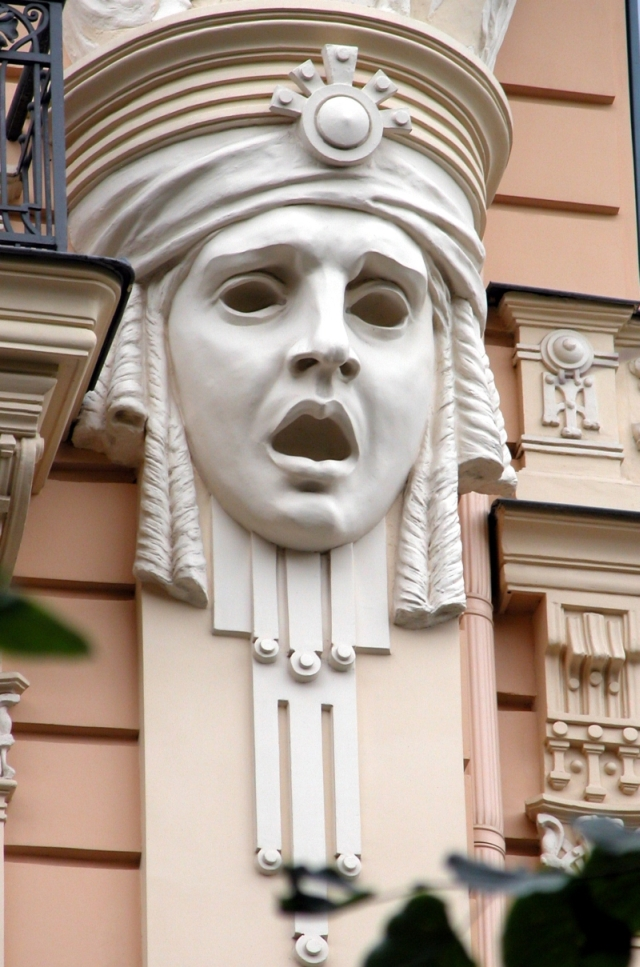
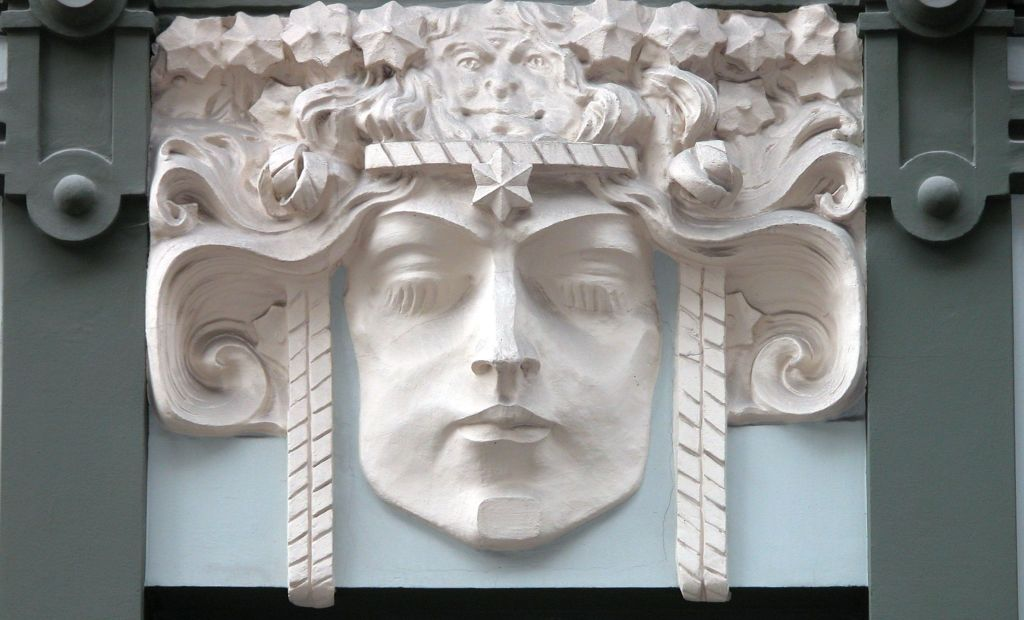
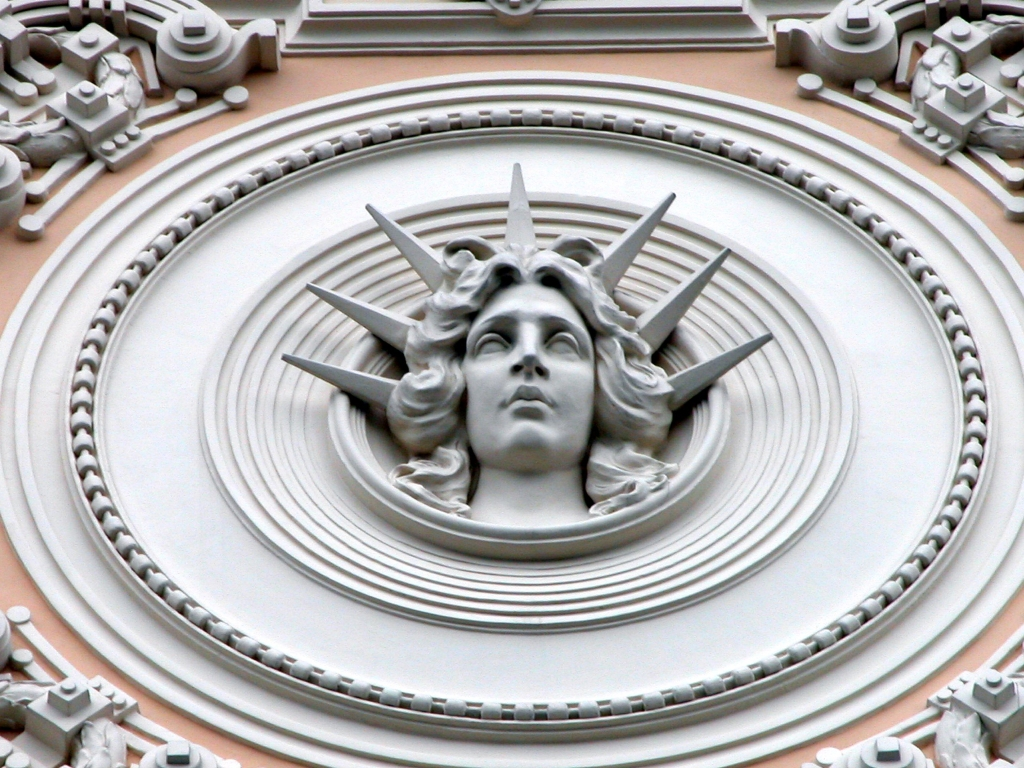
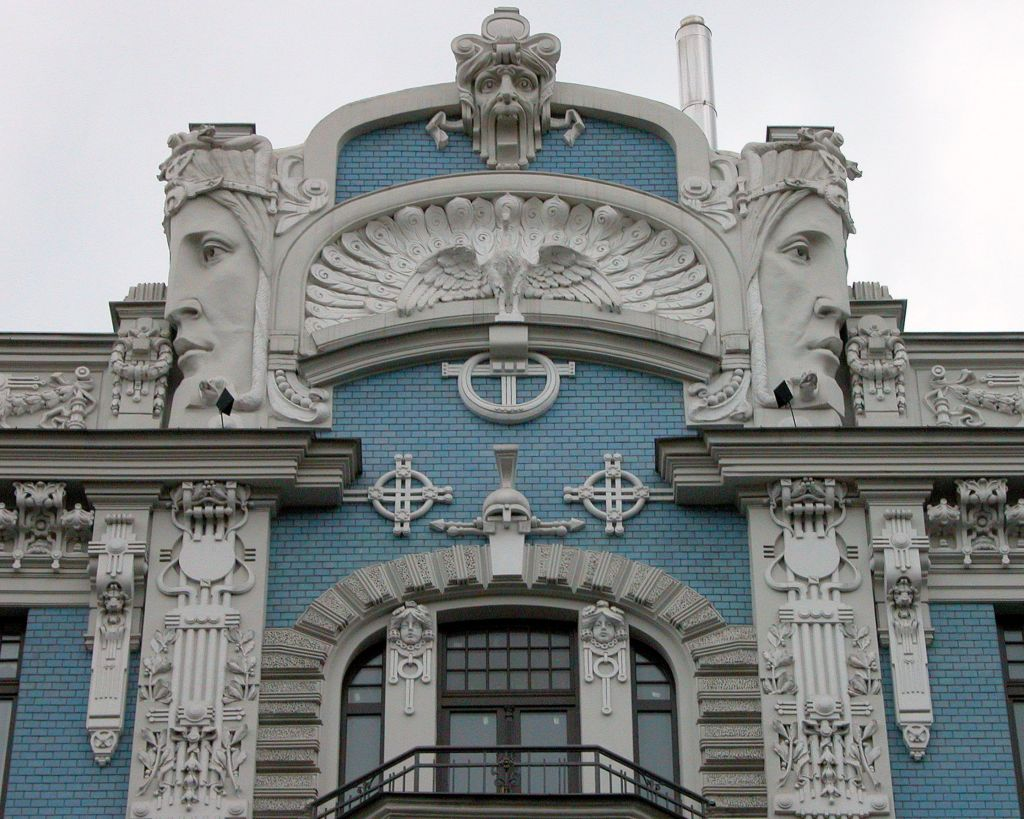
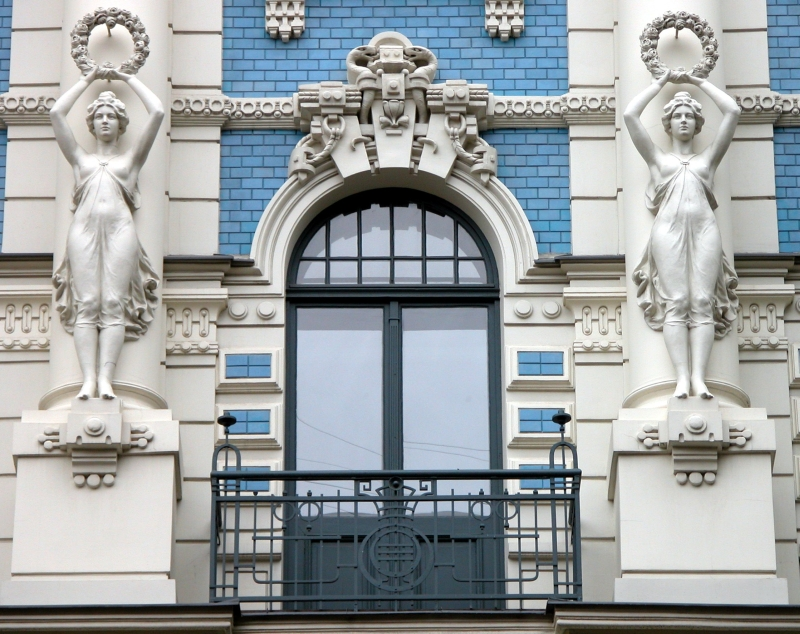